# Treizième circonscription des Bouches-du-Rhône
La treizième circonscription des Bouches-du-Rhône est l'une des 16 circonscriptions législatives que compte le département des Bouches-du-Rhône (13) en France.

## Description géographique et démographique

### 1986-2012
La treizième circonscription des Bouches-du-Rhône est située dans la partie orientale du delta du Rhône, à l'ouest de l'étang de Berre. Centrée autour des villes d'Istres et de Martigues, elle regroupe les cantons suivants :
- Canton d'Istres-Nord (moins la commune de Miramas)
- Canton d'Istres-Sud
- Canton de Martigues-Est
- Canton de Martigues-Ouest

### Depuis 2012
Depuis le redécoupage des circonscriptions législatives françaises de 2010, la circonscription comprend les cantons suivants :
- canton d'Istres-Sud
- canton de Martigues-Est
- canton de Martigues-Ouest
- canton de Port-Saint-Louis-du-Rhône

| Nom                       | Code Insee | Intercommunalité                   | Superficie (km2) | Population (dernière pop. légale) | Densité (hab./km2) |
| ------------------------- | ---------- | ---------------------------------- | ---------------- | --------------------------------- | ------------------ |
| Fos-sur-Mer               | 13039      | Métropole d'Aix-Marseille-Provence | 92,31            | 15 694 (2022)                     | 170                |
| Istres                    | 13047      | Métropole d'Aix-Marseille-Provence | 113,73           | 44 044 (2022)                     | 387                |
| Martigues                 | 13056      | Métropole d'Aix-Marseille-Provence | 71,44            | 48 818 (2022)                     | 683                |
| Port-de-Bouc              | 13077      | Métropole d'Aix-Marseille-Provence | 11,46            | 16 138 (2022)                     | 1 408              |
| Port-Saint-Louis-du-Rhône | 13078      | Métropole d'Aix-Marseille-Provence | 73,38            | 8 510 (2022)                      | 116                |
| Saint-Mitre-les-Remparts  | 13098      | Métropole d'Aix-Marseille-Provence | 21,02            | 5 996 (2022)                      | 285                |

- fraction de la commune d'Istres incluse dans la circonscription (ancien Canton d'Istres-Sud) : 33 289 habitants

La population légale au sein de cette circonscription en 2022 est de 128 445 habitants.

## Historique des résultats
| Législature | Début de mandat | Fin de mandat  | Député             | Parti politique | Observations |
| ----------- | --------------- | -------------- | ------------------ | --------------- | --- |
| IXe         | 23 juin 1988    | 1er avril 1993 | Paul Lombard       | PCF             | Maire de Martigues |
| Xe          | 2 avril 1993    | 21 avril 1997  | Olivier Darrason   | UDF-PR          | Mandat écourté à la suite d'une dissolution parlementaire décidée par Jacques Chirac.                                    |
| XIe         | 12 juin 1997    | 18 juin 2002   | Michel Vaxès       | PCF             | Maire de Port-de-Bouc |
| XIIe        | 19 juin 2002    | 19 juin 2007   | Michel Vaxès       | PCF             | Maire de Port-de-Bouc |
| XIIIe       | 20 juin 2007    | 19 juin 2012   | Michel Vaxès       | PCF             | Conseiller municipal de Port-de-Bouc                                                                                     |
| XIVe        | 20 juin 2012    | 20 juin 2017   | Gaby Charroux      | PCF-FG          | Maire de Martigues |
| XVe         | 21 juin 2017    | 21 juin 2022   | Pierre Dharréville | PCF             | Conseiller municipal de Martigues                                                                                        |
| XVIe        | 22 juin 2022    | 9 juin 2024    | Pierre Dharréville | PCF-NUPES       | Conseiller municipal de Martigues Mandat écourté à la suite d'une dissolution parlementaire décidée par Emmanuel Macron. |

## Résultats électoraux

### Élections législatives de 1988
| Candidat           | Candidat               | Parti                 | Premier tour | Premier tour | Second tour | Second tour |  |
| Candidat           | Candidat               | Parti                 | Voix         | %            | Voix        | %           |  |
| ------------------ | ---------------------- | --------------------- | ------------ | ------------ | ----------- | ----------- |  |
|                    | Paul Lombard élu       | PCF                   | 15 211       | 33,50        | 27 861      | 62,37       |  |
|                    | Jacques Siffre         | PS                    | 13 177       | 29,02        | Retrait     | Retrait     |  |
|                    | Jacques Duchene        | RPR (URC)             | 8 584        | 18,90        | 16 813      | 37,63       |  |
|                    | André Gros             | FN                    | 7 691        | 16,94        |             |             |  |
|                    | Jean-François Belmonte | Extrême gauche (PNPG) | 743          | 1,64         |             |             |  |
|                    |                        |                       |              |              |             |             |  |
| Inscrits           | Inscrits               | Inscrits              | 68 103       | 100,00       | 68 104      | 100,00      |  |
| Abstentions        | Abstentions            | Abstentions           | 21 935       | 32,21        | 21 142      | 31,04       |  |
| Votants            | Votants                | Votants               | 46 168       | 67,79        | 46 962      | 68,96       |  |
| Blancs et nuls     | Blancs et nuls         | Blancs et nuls        | 762          | 1,65         | 2 288       | 4,87        |  |
| Exprimés           | Exprimés               | Exprimés              | 45 406       | 98,35        | 44 674      | 95,13       |  |
| Source : Data.gouv |                        |                       |              |              |             |             |  |

Michel Vaxès était le suppléant de Paul Lombard.

### Élections législatives de 1993
| Candidat              | Candidat                | Parti          | Premier tour | Premier tour | Second tour | Second tour |  |
| Candidat              | Candidat                | Parti          | Voix         | %            | Voix        | %           |  |
| --------------------- | ----------------------- | -------------- | ------------ | ------------ | ----------- | ----------- |  |
|                       | Olivier Darrason élu    | UDF (PR)       | 13 783       | 28,08        | 25 537      | 50,87       |  |
|                       | Paul Lombard sortant    | PCF            | 13 155       | 26,78        | 24 660      | 49,13       |  |
|                       | José Rodriguez          | FN             | 7 441        | 15,15        |             |             |  |
|                       | Roger Camoin            | PS (ADFP)      | 6 019        | 12,25        |             |             |  |
|                       | Gérard Monnier-Besombes | Les Verts (EÉ) | 3 809        | 7,75         |             |             |  |
|                       | Louis Gros              | LT-LNÉ         | 2 033        | 4,14         |             |             |  |
|                       | Patrice Gouin           | Divers droite  | 1 778        | 3,62         |             |             |  |
|                       | Jean-Michel Ghiotto     | LO             | 696          | 1,42         |             |             |  |
|                       | Hubert Jaussaud         | Extrême gauche | 410          | 0,83         |             |             |  |
|                       |                         |                |              |              |             |             |  |
| Inscrits              | Inscrits                | Inscrits       | 73 034       | 100,00       | 73 030      | 100,00      |  |
| Abstentions           | Abstentions             | Abstentions    | 21 591       | 29,56        | 19 603      | 26,84       |  |
| Votants               | Votants                 | Votants        | 51 443       | 70,44        | 53 427      | 73,16       |  |
| Blancs et nuls        | Blancs et nuls          | Blancs et nuls | 2 319        | 4,51         | 3 230       | 6,05        |  |
| Exprimés              | Exprimés                | Exprimés       | 49 124       | 95,49        | 50 197      | 93,95       |  |
| Source : Data.gouv.fr |                         |                |              |              |             |             |  |

Serge Pétricoul, chef d'entreprise à Martigues, était le suppléant d'Olivier Darrason.

### Élections législatives de 1997
| Candidat       | Candidat                 | Parti          | Premier tour | Premier tour | Second tour | Second tour |  |
| Candidat       | Candidat                 | Parti          | Voix         | %            | Voix        | %           |  |
| -------------- | ------------------------ | -------------- | ------------ | ------------ | ----------- | ----------- |  |
|                | Michel Vaxès élu         | PCF            | 14 991       | 27,86        | 30 493      | 57,06       |  |
|                | Olivier Darrason sortant | UDF (PR)       | 13 036       | 24,22        | 22 947      | 42,94       |  |
|                | Jacques Siffre           | PS             | 10 349       | 19,23        | Retrait     | Retrait     |  |
|                | Alain Cardamone          | FN             | 9 390        | 17,45        |             |             |  |
|                | Guylaine Cozza           | MÉI            | 1 622        | 3,01         |             |             |  |
|                | Olivier Josue            | LO             | 1 296        | 2,41         |             |             |  |
|                | Hubert Jaussaud          | Les Verts      | 880          | 1,64         |             |             |  |
|                | Pierre-Marie Cazeel      | GÉ             | 799          | 1,48         |             |             |  |
|                | Dominique Laumonier      | LT-LNÉ         | 621          | 1,15         |             |             |  |
|                | Michel Leroy             | LDI (CNIP)     | 489          | 0,91         |             |             |  |
|                | Alain Fiori              | Divers         | 342          | 1,14         |             |             |  |
|                |                          |                |              |              |             |             |  |
| Inscrits       | Inscrits                 | Inscrits       | 76 877       | 100,00       | 76 875      | 100,00      |  |
| Abstentions    | Abstentions              | Abstentions    | 21 176       | 27,55        | 19 687      | 25,61       |  |
| Votants        | Votants                  | Votants        | 55 701       | 72,45        | 57 188      | 74,39       |  |
| Blancs et nuls | Blancs et nuls           | Blancs et nuls | 1 886        | 3,39         | 3 748       | 6,55        |  |
| Exprimés       | Exprimés                 | Exprimés       | 53 815       | 96,61        | 53 440      | 93,45       |  |

Le suppléant de Michel Vaxès était Marc Frisicano, employé retraité, conseiller général du canton de Martigues-Est.

### Élections législatives de 2002
| Candidat       | Candidat                   | Parti             | Premier tour | Premier tour | Second tour | Second tour |  |
| Candidat       | Candidat                   | Parti             | Voix         | %            | Voix        | %           |  |
| -------------- | -------------------------- | ----------------- | ------------ | ------------ | ----------- | ----------- |  |
|                | Michel Vaxès sortant réélu | PCF               | 19 309       | 37,22        | 26 204      | 56,59       |  |
|                | Arlette Fructus            | UMP               | 10 401       | 20,05        | 20 099      | 43,41       |  |
|                | José Rodriguez             | FN                | 9 799        | 18,89        |             |             |  |
|                | Jean-Pierre Luciani        | UDF               | 2 749        | 5,3          |             |             |  |
|                | Christian Caroz            | Les Verts         | 2 084        | 4,02         |             |             |  |
|                | Thierry Pinard             | CPNT              | 878          | 1,69         |             |             |  |
|                | Jean Fayolle               | Divers            | 860          | 1,66         |             |             |  |
|                | Christiane Sissamis        | MNR               | 836          | 1,61         |             |             |  |
|                | Dominique Laumonier        | LT-LNÉ            | 815          | 1,57         |             |             |  |
|                | Emmanuelle Johsua          | LDI               | 711          | 1,37         |             |             |  |
|                | Fabrice Wilfert            | Pôle républicain  | 610          | 1,18         |             |             |  |
|                | Liliane Bas                | LO                | 564          | 1,09         |             |             |  |
|                | Jean-Pierre Charalambos    | Divers droite     | 512          | 0,99         |             |             |  |
|                | Christel Castagna          | Extrême droite    | 512          | 0,99         |             |             |  |
|                | Sandra Icard               | Divers écologiste | 504          | 0,97         |             |             |  |
|                | Gérard Demeurant           | MPF               | 292          | 0,56         |             |             |  |
|                | Isabelle Denoor            | MÉI               | 243          | 0,47         |             |             |  |
|                | Catherine Gallo            | GÉ                | 199          | 0,38         |             |             |  |
|                |                            |                   |              |              |             |             |  |
| Inscrits       | Inscrits                   | Inscrits          | 83 418       | 100,00       | 83 411      | 100,00      |  |
| Abstentions    | Abstentions                | Abstentions       | 30 193       | 36,19        | 34 538      | 41,41       |  |
| Votants        | Votants                    | Votants           | 53 225       | 63,81        | 48 873      | 58,59       |  |
| Blancs et nuls | Blancs et nuls             | Blancs et nuls    | 1 347        | 2,53         | 2 570       | 5,26        |  |
| Exprimés       | Exprimés                   | Exprimés          | 51 878       | 97,47        | 46 303      | 94,74       |  |

Le suppléant de Michel Vaxès était Marc Frisicano.

### Élections législatives de 2007
| Candidat       | Candidat                   | Parti          | Premier tour | Premier tour | Second tour | Second tour |  |
| Candidat       | Candidat                   | Parti          | Voix         | %            | Voix        | %           |  |
| -------------- | -------------------------- | -------------- | ------------ | ------------ | ----------- | ----------- |  |
|                | Alain Aragneau             | UMP            | 17 270       | 32,74        | 22 962      | 43,97       |  |
|                | Michel Vaxès sortant réélu | PCF            | 16 075       | 30,47        | 29 260      | 56,03       |  |
|                | René Raimondi              | PS             | 7 952        | 15,07        |             |             |  |
|                | José Rodriguez             | FN             | 2 941        | 5,58         |             |             |  |
|                | Jean Fayolle               | UDF–MoDem      | 2 401        | 4,55         |             |             |  |
|                | Dominique Laumonier        | LT-LNÉ         | 1 209        | 2,29         |             |             |  |
|                | Dany Sans                  | Sans étiquette | 1 176        | 2,23         |             |             |  |
|                | Géraldine Grimaud          | LO             | 1 015        | 1,92         |             |             |  |
|                | Salim Djerari              | Divers         | 532          | 1,01         |             |             |  |
|                | Marie-Christine Pinard     | CPNT           | 517          | 0,98         |             |             |  |
|                | Claude Donjerkovic         | MPF            | 405          | 0,77         |             |             |  |
|                | Hervé Guerrera             | Régionaliste   | 394          | 0,75         |             |             |  |
|                | Roland Larivière           | MNR            | 342          | 0,65         |             |             |  |
|                | Anne Roche                 | LO             | 311          | 0,59         |             |             |  |
|                | Michel Gayvallet           | Divers         | 211          | 0,4          |             |             |  |
|                | Christophe Vivaldi         | Divers droite  | 0            | 0            |             |             |  |
|                |                            |                |              |              |             |             |  |
| Inscrits       | Inscrits                   | Inscrits       | 89 518       | 100,00       | 89 515      | 100,00      |  |
| Abstentions    | Abstentions                | Abstentions    | 35 753       | 39,94        | 35 604      | 39,77       |  |
| Votants        | Votants                    | Votants        | 53 765       | 60,06        | 53 911      | 60,23       |  |
| Blancs et nuls | Blancs et nuls             | Blancs et nuls | 1 014        | 1,89         | 1 689       | 3,13        |  |
| Exprimés       | Exprimés                   | Exprimés       | 52 751       | 98,11        | 52 222      | 96,87       |  |

Le suppléant de Michel Vaxès était Gaby Charroux.

### Élections législatives de 2012
Conformément au principe de la « discipline républicaine » entre candidats de gauche, René Raimondi, candidat PS, s'est désisté en faveur de Gaby Charroux, candidat du Front de gauche, évitant ainsi une triangulaire qui aurait pu permettre l'élection de la candidature du FN au second tour.
| Candidat       | Candidat                  | Parti          | Premier tour | Premier tour | Second tour | Second tour |
| Candidat       | Candidat                  | Parti          | Voix         | %            | Voix        | %           |
| -------------- | ------------------------- | -------------- | ------------ | ------------ | ----------- | ----------- |
|                | Gaby Charroux élu         | FG (PCF)       | 14 617       | 27,41        | 29 919      | 60,28       |
|                | René Raimondi             | PS             | 13 234       | 24,82        | Retrait     | Retrait     |
|                | Béatrix Espallardo        | RBM (FN)       | 11 567       | 21,69        | 19 717      | 39,72       |
|                | Michèle Vasserot          | UMP            | 7 875        | 14,77        |             |             |
|                | Paul Lombard              | diss. PCF      | 2 156        | 4,04         |             |             |
|                | Véronique Coulomb         | EÉLV           | 1 062        | 1,99         |             |             |
|                | Anne Zakarian             | NC             | 1 044        | 1,96         |             |             |
|                | Adil Fajry                | NPA            | 680          | 1,28         |             |             |
|                | Dominique Laumonier       | LT-LNÉ         | 400          | 0,75         |             |             |
|                | Roland Lariviere          | MNR            | 330          | 0,62         |             |             |
|                | Monique Guyonnaud-Meugnot | DLR            | 197          | 0,37         |             |             |
|                | Anne Roche                | LO             | 164          | 0,31         |             |             |
|                |                           |                |              |              |             |             |
| Inscrits       | Inscrits                  | Inscrits       | 90 594       | 100,00       | 90 571      | 100,00      |
| Abstentions    | Abstentions               | Abstentions    | 36 517       | 40,31        | 38 374      | 42,37       |
| Votants        | Votants                   | Votants        | 54 077       | 59,69        | 52 197      | 57,63       |
| Blancs et nuls | Blancs et nuls            | Blancs et nuls | 751          | 1,39         | 2 561       | 4,91        |
| Exprimés       | Exprimés                  | Exprimés       | 53 326       | 98,61        | 49 636      | 95,09       |

La suppléante de Gaby Charroux était Patricia Fernandez-Pedinielli, maire de Port-de-Bouc.

### Élections législatives de 2017
|                                                                                    | |                           |                           |                          |                          |
|                                                                                    | | Premier tour 11 juin 2017 | Premier tour 11 juin 2017 | Second tour 18 juin 2017 | Second tour 18 juin 2017 |
|                                                                                    | |                           |                           |                          |                          |
|                                                                                    | | Nombre                    | % des inscrits            | Nombre                   | % des inscrits           |
| Inscrits                                                                           | Inscrits                                                                                                  | 93 817                    | 100,00                    | 93 817                   | 100,00                   |
| Abstentions                                                                        | Abstentions                                                                                               | 50 109                    | 53,41                     | 55 114                   | 58,75                    |
| Votants                                                                            | Votants                                                                                                   | 43 708                    | 46,59                     | 38 703                   | 41,25                    |
|                                                                                    | |                           | % des votants             |                          | % des votants            |
| Bulletins blancs                                                                   | Bulletins blancs                                                                                          | 914                       | 2,09                      | 2 734                    | 7,06                     |
| Bulletins nuls                                                                     | Bulletins nuls                                                                                            | 368                       | 0,84                      | 1 354                    | 3,50                     |
| Suffrages exprimés                                                                 | Suffrages exprimés                                                                                        | 42 426                    | 97,07                     | 34 615                   | 89,44                    |
|                                                                                    | |                           |                           |                          |                          |
| Candidat Étiquette politique (partis et alliances)                                 | Candidat Étiquette politique (partis et alliances)                                                        | Voix                      | % des exprimés            | Voix                     | % des exprimés           |
|                                                                                    | |                           |                           |                          |                          |
|                                                                                    | Pierre Dharréville Parti communiste français                                                              | 12 435                    | 29,31                     | 21 602                   | 62,41                    |
|                                                                                    | Magali Sirerols La République en marche                                                                   | 10 159                    | 23,95                     | 13 013                   | 37,59                    |
|                                                                                    | Emmanuel Fouquart Front national                                                                          | 10 073                    | 23,74                     |                          |                          |
|                                                                                    | Jean-Luc Di Maria Les Républicains                                                                        | 3 718                     | 8,76                      |                          |                          |
|                                                                                    | Eveline Lelieur Europe Écologie Les Verts                                                                 | 1 135                     | 2,68                      |                          |                          |
|                                                                                    | Fabienne Bontemps Union des démocrates et indépendants (Les Républicains)                                 | 1 074                     | 2,53                      |                          |                          |
|                                                                                    | Audrey Corral Debout la France                                                                            | 942                       | 2,22                      |                          |                          |
|                                                                                    | Ariane Roques Écologiste (Mouvement écologiste indépendant - Le Trèfle - Mouvement hommes animaux nature) | 861                       | 2,03                      |                          |                          |
|                                                                                    | Lionel Jarema Parti socialiste (Union des démocrates et des écologistes - Parti radical de gauche)        | 804                       | 1,90                      |                          |                          |
|                                                                                    | Cyril Métral Lutte ouvrière                                                                               | 564                       | 1,33                      |                          |                          |
|                                                                                    | Marie Mainville Divers (Parti animaliste)                                                                 | 304                       | 0,72                      |                          |                          |
|                                                                                    | Denis Faucheur Divers (Union populaire républicaine)                                                      | 237                       | 0,56                      |                          |                          |
|                                                                                    | Véronique Iorio Divers droite (La France qui ose)                                                         | 119                       | 0,28                      |                          |                          |
|                                                                                    | Younes Labiad Écologiste (Mouvement 100 % - Alliance écologiste indépendante)                             | 1                         | 0,00                      |                          |                          |
| Source : Ministère de l'Intérieur - Treizième circonscription des Bouches-du-Rhône | |                           |                           |                          |                          |

Le suppléant de Pierre Dharéville était Gaby Charroux.

### Élections législatives de 2022
| Résultats des élections législatives des 12 et 19 juin 2022 de la 13e circonscription des Bouches-du-Rhône |                           |                          |                          |              |              |             |             |
| Candidat                                                                                                   | Candidat                  | Parti et coalition       | Nuance                   | Premier tour | Premier tour | Second tour | Second tour |
| Candidat                                                                                                   | Candidat                  | Parti et coalition       | Nuance                   | Voix         | %            | Voix        | %           |
| | Pierre Dharréville        | PCF (NUPES)              | NUP                      | 14 361       | 35,83        | 20 105      | 52,01       |
| | Emmanuel Fouquart         | RN                       | RN                       | 12 430       | 31,01        | 18 548      | 47,99       |
| | Thierry Boissin           | LREM (ENS)               | ENS                      | 6 180        | 15,42        |             |             |
| | Christiane Villecourt-Gil | REC                      | REC                      | 1 953        | 4,87         |             |             |
| | Isabelle Rouby            | LR (UDC)                 | LR                       | 1 205        | 3,01         |             |             |
| | Joël-Pierre Chevreux      | MHAN (TUPV)              | ECO                      | 954          | 2,38         |             |             |
| | Olivia Franzi             | EAC                      | ECO                      | 702          | 1,75         |             |             |
| | Stéphanie Busson          | LP (UPF)                 | DSV                      | 685          | 1,71         |             |             |
| | Francis Lopez             | DIV                      | DIV                      | 608          | 1,52         |             |             |
| | Cyril Métral              | LO                       | DXG                      | 549          | 1,37         |             |             |
| | Marie Mainville           | PA                       | ECO                      | 459          | 1,15         |             |             |
| Votes valides                                                                                              | Votes valides             | Votes valides            | Votes valides            | 40 086       | 97,43        | 38 653      | 92,75       |
| Votes blancs                                                                                               | Votes blancs              | Votes blancs             | Votes blancs             | 733          | 1,78         | 2 261       | 5,43        |
| Votes nuls                                                                                                 | Votes nuls                | Votes nuls               | Votes nuls               | 325          | 0,79         | 760         | 1,82        |
| Total | Total                     | Total                    | Total                    | 41 144       | 100          | 41 674      | 100         |
| Abstention                                                                                                 | Abstention                | Abstention               | Abstention               | 53 236       | 43,59        | 52 724      | 55,85       |
| Inscrits / participation                                                                                   | Inscrits / participation  | Inscrits / participation | Inscrits / participation | 94 380       | 43,59        | 94 398      | 44,15       |

La suppléante de Pierre Dharéville était Magali Giorgetti, assistante de service social, conseillère départementale du canton de Martigues, adjointe au maire de Port-de-Bouc.

### Élections législatives de 2024
| Candidat                 | Candidat                 | Parti et coalition       | Nuance                   | Premier tour | Premier tour | Second tour | Second tour |
| Candidat                 | Candidat                 | Parti et coalition       | Nuance                   | Voix         | %            | Voix        | %           |
| ------------------------ | ------------------------ | ------------------------ | ------------------------ | ------------ | ------------ | ----------- | ----------- |
|                          | Emmanuel Fouquart        | RN                       | RN                       | 27 908       | 47,53        | 31 084      | 52,87       |
|                          | Pierre Dharréville       | PCF (NFP)                | UG                       | 21 147       | 36,02        | 27 707      | 47,13       |
|                          | Lila Lokmane             | RE (ENS)                 | ENS                      | 7 239        | 12,33        |             |             |
|                          | Hervé Delespaul          | DLF                      | DSV                      | 934          | 1,59         |             |             |
|                          | Olympe Scheredre         | REC                      | REC                      | 876          | 1,49         |             |             |
|                          | Cyril Métral             | LO                       | EXG                      | 613          | 1,04         |             |             |
|                          |                          |                          |                          |              |              |             |             |
| Suffrages exprimés       | Suffrages exprimés       | Suffrages exprimés       | Suffrages exprimés       | 58 717       | 96,63        | 58 791      | 94,90       |
| Votes blancs             | Votes blancs             | Votes blancs             | Votes blancs             | 1 332        | 2,19         | 2 249       | 3,63        |
| Votes nuls               | Votes nuls               | Votes nuls               | Votes nuls               | 714          | 1,18         | 910         | 1,47        |
| Total                    | Total                    | Total                    | Total                    | 60 763       | 100          | 61 950      | 100         |
| Abstention               | Abstention               | Abstention               | Abstention               | 34 075       | 35,93        | 32 878      | 34,67       |
| Inscrits / participation | Inscrits / participation | Inscrits / participation | Inscrits / participation | 94 838       | 64,07        | 94 828      | 65,33       |

La suppléante d'Emmanuel Fouquart est Gisèle Gonzalez.